# Liste du patrimoine mondial en Ouganda
Cet article recense les sites inscrits au patrimoine mondial en Ouganda.

## Statistiques
L'Ouganda accepte la Convention pour la protection du patrimoine mondial, culturel et naturel le 20 novembre 1987. Les premiers sites protégés sont inscrits en 1994. Le pays compte un mandat au Comité du patrimoine mondial, de 2017 à 2021.
En 2020, l'Ouganda compte 3 sites inscrits au patrimoine mondial, 1 culturel et 2 naturels. 
Le pays a également soumis 5 sites à la liste indicative, 4 culturels et 1 naturel.

## Listes

### Patrimoine mondial
Les biens ougandais suivants sont inscrits au patrimoine mondial au début 2024. Les noms sont ceux utilisés par l'UNESCO.
| Id.  | Bien                                  | Districts                    | Année | Superficie (ha) | Critères et notes | Coordonnées                      | Illus. |
| ---- | ------------------------------------- | ---------------------------- | ----- | --------------- | --- | -------------------------------- | ------ |
| 682  | Forêt impénétrable de Bwindi          | Kabale, Kisoro, Rukungiri    | 1994  | 32 092          | Naturel, (vii), (x) | 1° 04′ 52″ sud, 29° 39′ 40″ est  |        |
| 684  | Monts Rwenzori                        | Bundibugyo, Kabarole, Kasese | 1994  | 99 600          | Naturel, (vii), (x) Le parc national est également un site Ramsar. Il est limitrophe du parc national des Virunga en république démocratique du Congo, mais les deux parcs font l'objet de deux protections distinctes. | 0° 13′ 26″ nord, 29° 55′ 26″ est |        |
| 1022 | Tombeaux des rois du Buganda à Kasubi | Kampala                      | 2001  | 27              | Culturel, (i), (iii), (iv), (vi) Le site est considéré comme en péril entre 2010 et 2023. | 0° 20′ 56″ nord, 32° 33′ 04″ est |        |

### Liste indicative
Les biens suivants sont inscrits sur la liste indicative de l'Ouganda au début 2024. Les noms fournis par l'Ouganda sont en anglais : les traductions en français sont données ici à titre indicatif.
| Id.  | Bien                                                                                        | Districts | Année | Critères et notes | Coordonnées | Illus. |
| ---- | ------------------------------------------------------------------------------------------- | --------- | ----- | --- | --- | ------ |
| 6738 | Art rupestre géométrique du lac Victoria                                                    |           | 2024  | Culturel, (iii), (vi) Proposition conjointe avec le Kenya et la Tanzanie. 24 sites en Ouganda, regroupés en six zones : Dolwe, Kachumbala, Kakoro, Kapiri, Mkongoro et Nyero | 0° 07′ 19″ sud, 33° 42′ 25″ est 1° 12′ 47″ nord, 34° 07′ 05″ est 1° 10′ 12″ nord, 34° 03′ 18″ est 1° 38′ 49″ nord, 33° 47′ 38″ est 1° 19′ 48″ nord, 33° 52′ 34″ est 1° 28′ 19″ nord, 33° 50′ 46″ est |        |
| 911  | Bigo bya Mugyenyi (en) (travaux de terrassement archéologiques)                             | Sembabule | 1997  | Culturel, (i), (ii), (iii), (vi) | 0° 09′ nord, 31° 15′ est |        |
| 6734 | Écosystème transfrontalier du mont Elgon                                                    |           | 2024  | Naturel, (vii), (viii), (ix), (x) Proposition conjointe avec le Kenya | 1° 03′ 22″ nord, 34° 24′ 11″ est |        |
| 912  | Kibiro (en) (village producteur de sel)                                                     | Hoima     | 1997  | Culturel, (i), (iii), (iv), (v) | 1° 40′ 59″ nord, 31° 15′ 00″ est |        |
| 913  | Ntusi (en) (tumulus et bassin)                                                              | Sembabule | 1997  | Culturel, (i), (iii), (v), (vi) | 0° 03′ 00″ nord, 31° 13′ 01″ est |        |
| 914  | Nyero et autres sites d'art rupestre géométrique de chasseurs-cueilleurs d'Ouganda oriental | Kumi      | 1997  | Culturel, (i), (ii), (vi) | 1° 28′ 30″ nord, 33° 50′ 38″ est |        |
| 5099 | Parc national des gorilles de Mgahinga                                                      | Kisoro    | 2007  | Naturel, (vii), (viii), (ix), (x) | 1° 22′ 59″ sud, 29° 39′ 00″ est |        |